# Skarpegölen
Skarpegölen är en sjö i Västerviks kommun i Småland och ingår i Storån-Botorpsströmmens kustområde. Sjöns area är 0,033 kvadratkilometer och den befinner sig 32,4 meter över havet.